# Sophie von Kessel

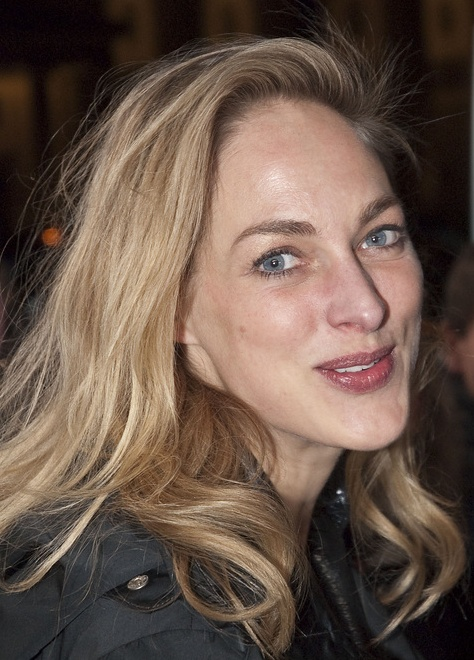
Sophie von Kessel auf der Berlinale 2008

Sophie Christina Eugénie von Kessel (* 12. Oktober 1968 in Mexiko-Stadt) ist eine deutsche Schauspielerin.

## Leben und Laufbahn
Von Kessel wurde als Tochter des Juristen und Diplomaten Immo von Kessel und dessen Frau Anna-Renata, geb. Gräfin von Schwerin, einer Psychologin, in Mexiko-Stadt geboren. Ihre Schwester ist die Fernsehjournalistin Julie von Kessel; ihr Großvater väterlicherseits der General Mortimer von Kessel. Ihr Vater war im Diplomatischen Dienst tätig: zunächst in Mexiko und Finnland, von 1974 bis 1977 als MBFR-Delegierter in Österreich und von 1980 bis 1984 als Generalkonsul in Boston. Von 1977 bis 1980 war er am Lateinamerikareferat des Auswärtigen Amtes in Bonn beschäftigt. So wuchs von Kessel in Helsinki, Wien, Zagreb, Bonn und Washington D.C. auf. Sie besuchte unter anderem die Otto-Kühne-Schule in Bonn und studierte Schauspiel an der Juilliard School in New York und von 1988 bis 1992 am Max-Reinhardt-Seminar in Wien. 1995 belegte sie einen Workshop bei Uta Hagen in Berlin. Nach Jahren am Stadttheater Aachen und dem Schauspiel Köln war von Kessel von 1997 bis 2001 Ensemblemitglied der Münchner Kammerspiele. 1999 erhielt sie den Förderpreis des Freistaates Bayern für junge Künstler.
Von Kessel gehörte lange Jahre zu Dieter Dorns Ensemble an den Münchner Kammerspielen. Am Bayerischen Staatsschauspiel in München war sie unter anderem zusammen mit Juliane Köhler in Drei Mal Leben von Yasmina Reza zu sehen.
Dem Fernsehpublikum wurde sie kurz nach dem Studienabschluss durch ihre Hauptrolle in der 1992 bis 1995 ausgestrahlten ARD-Serie Schloß Hohenstein bekannt. Sie wirkte in zahlreichen weiteren Serien und Filmen mit. Im Fernsehfilm Camino de Santiago spielte sie 1999 an der Seite von Charlton Heston, in der französischen Fernsehserie Frank Riva (2003) spielte sie die weibliche Hauptrolle neben Alain Delon. Darüber hinaus belegte sie 1999 mit ihrer Stimme die Rolle der Grafentochter Aliena im Hörspiel Die Säulen der Erde von Ken Follett. Als Ensemblemitglied des Fernsehfilms Die Konferenz erhielt sie 2005 den Hessischen Fernsehpreis.
2008 und 2009 spielte sie bei den Salzburger Festspielen die Buhlschaft im Jedermann von Hugo von Hofmannsthal. Seit 2011 ist sie Mitglied im Ensemble des Residenztheaters München. 2020 wechselte sie ins Ensemble des Burgtheaters in Wien.
Von Kessel und der Schauspieler Stefan Hunstein haben eine Tochter und einen Sohn. Sie trennten sich 2011 nach zehn Jahren Beziehung. Bis zum Jahr 2021 war sie mit dem österreichischen Regisseur Martin Kušej liiert. Von Kessel hat zwei Schwestern namens Annabel und Julie. Ihre jüngere Schwester Julie von Kessel berichtete für das ZDF live als eine der ersten Fernsehreporterinnen von den Terroranschlägen am 11. September 2001 und ist daneben Autorin. Einer ihrer Cousins ist der Kirchenmusiker Silvius von Kessel.

## Filmografie
- 1992–1995: Schloß Hohenstein
- 1993: Rosamunde Pilcher: Stürmische Begegnung
- 1994: Der Ring des Drachen
- 1994: Zu treuen Händen
- 1994: Alles außer Mord – Die Frau ohne Gesicht
- 1994: Internationale Zone
- 1994: Affären
- 1995: Bruckners Entscheidung
- 1996: Alte Liebe, alte Sünde
- 1996: Amerika
- 1996: Tatort: Der kalte Tod (Fernsehreihe)
- 1998: Auch Männer brauchen Liebe
- 1999: Die Musterknaben 2
- 1999: Camino de Santiago
- 2000: Der Tanz mit dem Teufel
- 2001: Ein Yeti zum Verlieben
- 2001: Tatort: Bienzle und der Todesschrei
- 2002: Die Verbrechen des Professor Capellari – Nur ein Selbstmord
- 2002: Familienkreise
- 2002: Zwei Profis – …und ein Lächeln
- 2003: Affäre zu dritt
- 2003: Der letzte Zeuge
- 2003: Die Rückkehr des Vaters
- 2003: Frank Riva
- 2004: Ein langer Abschied
- 2004: Die Konferenz
- 2005: Ich bin ein Berliner
- 2005: Kunstfehler
- 2006: Tatort: Das verlorene Kind
- 2007: Rennschwein Rudi Rüssel 2 – Rudi rennt wieder!
- 2007: Herr Bello
- 2007: Tarragona – Ein Paradies in Flammen
- 2008: Das Geheimnis im Wald
- 2008: Zwei Weihnachtsmänner
- 2008: Das Beste kommt erst
- 2008: Ein riskantes Spiel
- 2009: Puccini
- 2009: Tatort: Mauerblümchen
- 2009: Flug in die Nacht – Das Unglück von Überlingen
- 2010: Ken Folletts Eisfieber
- 2010: Klimawechsel
- 2010: Westflug – Entführung aus Liebe
- 2010: Die Tochter des Mörders
- 2010: Der Alte – Teufel in Weiß
- 2011: Davon willst Du nichts wissen
- 2012: Geisterfahrer
- 2012: Ein vorbildliches Ehepaar
- 2012: In den besten Familien
- 2013: Beste Bescherung
- 2013: Spieltrieb
- 2014: Zwischen den Zeiten
- 2015: Besser als Du
- 2015: Silvia S. – Blinde Wut
- 2015: Das beste aller Leben
- 2015: Die 7. Stunde
- 2015: Die Salzprinzessin
- 2015: Freundinnen – Alle für eine
- 2017: Ein Kommissar kehrt zurück
- 2017: Wenn Frauen ausziehen
- 2017: Brandnächte
- 2018: In Wahrheit: Jette ist tot
- 2018: Du bist nicht allein
- 2019: Der Alte – Bild des Todes
- 2019: Song für Mia
- 2020: Das Verhör in der Nacht (Fernsehfilm)
- 2020: Laim: Laim und der letzte Schuldige
- 2020: Die Chefin (Fernsehserie, Folge 64 Heilung)
- seit 2020: Pan Tau
- 2021: Ein starkes Team: Gute Besserung
- 2022: Der Taunuskrimi: Muttertag (Filmreihe)
- 2022: Erzgebirgskrimi – Tödliche Abrechnung (Fernsehreihe)
- 2022: Tatort: Borowski und die große Wut
- 2023: Nach uns der Rest der Welt
- 2025: Unter anderen Umständen: Die einzige Zeugin

## Theater
- 1992: Brooke in Der nackte Wahnsinn von Michael Frayn, Stadttheater Aachen
- 1993: Junges Mädchen in Wesele, Salzburger Festspiele
- 1995: Rosalinde in Wie es euch gefällt, Schauspiel Köln
- 1996: Prinzessin Leonore in Torquato Tasso, Deutsches Theater Berlin
- 1996: Marie in Liliom, Schauspiel Köln
- 1997: Masha in Die Möwe, Münchner Kammerspiele
- 1998: Catherine in Das Gedächtnis des Wassers, Münchner Kammerspiele
- 1998: Alice in Hautnah von Patrick Marber, Münchner Kammerspiele
- 1998: Eva in Herr Puntila und sein Knecht Matti, Münchner Kammerspiele
- 1999: Meggie in King Kongs Töchter, Münchner Kammerspiele
- 1999–2003: Leonore Sanvitale in Torquato Tasso, Münchner Kammerspiele, dann Bayerisches Staatsschauspiel
- 1999–2003: Polyxene in Hekabe, Münchner Kammerspiele
- 2001–2002: Hauptrolle in Drei Mal Leben, Bayerisches Staatsschauspiel
- 2008–2009: Buhlschaft in Jedermann, Salzburger Festspiele
- 2010: Carol in Peggy Pickit sieht das Gesicht Gottes von Roland Schimmelpfennig, Deutsches Theater Berlin (Uraufführung)
- 2013–2014: Klytaimnestra und Helena in Orest, Münchner Residenztheater
- 2015: Iokaste in König Ödipus, Münchner Residenztheater
- 2015: Barbara Fordham in Eine Familie, Münchner Residenztheater
- 2017: Caroline Thomas in Just Call Me God, Elbphilharmonie Hamburg
- 2018: Heilig Abend, Münchner Residenztheater
- 2018–2019: Sophie in Der nackte Wahnsinn, Münchner Residenztheater und Wiener Burgtheater
- 2022: Die Ärztin, Wiener Burgtheater

- 2023: Phaedra in Flammen, Wiener Burgtheater

## Auszeichnungen
- 1995: DIVA-Award
- 1999: Staatlicher Förderpreis des Freistaats Bayern für junge Künstler
- 2005: Hessischer Fernsehpreis als Ensemblemitglied des Filmes Die Konferenz
- 2015: Kurt-Meisel-Preis

## Hörspiele
- 1999: Ken Follett: Die Säulen der Erde (Aliena) – Regie: Leonhard Koppelmann (Hörspiel (9 Teile) – WDR)